# رایتل

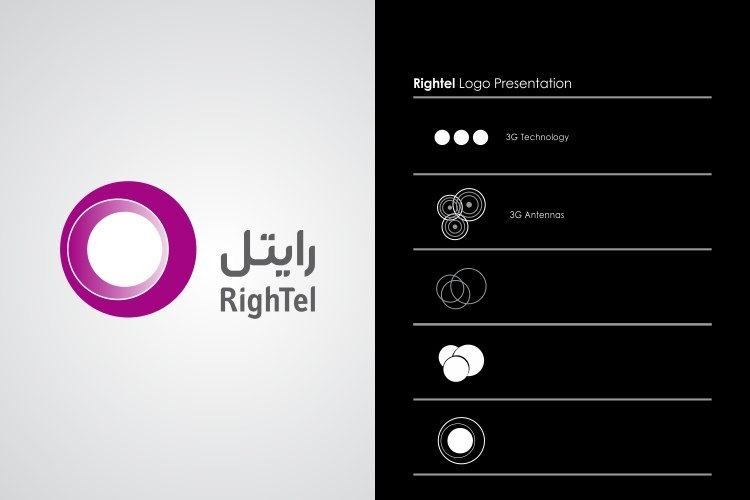
لوگوی رایتل

رایتل سومین اپراتور سراسری تلفن همراه در ایران است که سیم‌کارت‌های نسل سوم و چهارم شبکهٔ تلفن همراه را با نام تجاری رایتل (به انگلیسی: RighTel) ارائه می‌کند.

## پیشینه
پژوهش‌های نخستین‌ برای راه‌اندازی اپراتور سوم تلفن همراه در ایران از سال ۲۰۰۷ میلادی آغاز شد. در زمستان ۲۰۰۷، ضوابط برگزاری مناقصهٔ اپراتور سوم تلفن همراه در هیئت دولت ایران پذیرش گردید. بهره‌برداری از فناوری نسل سوم تلفن همراه و حداکثر سهم ۴۹ درصدی برای سرمایه‌گذاری خارجی از جمله شرط‌های دولتی برای راه‌اندازی این اپراتور بودند. در تابستان سال بعد، معاون وزیر ارتباطات و فناوری اطلاعات ایران از برگزاری مزایده در زمستان گفت اما روند اجرای آن تا سال بعدتر نیز به طول انجامید.
در ژانویه ۲۰۰۹ کنسرسیوم تأمین-اتصالات به عنوان برندهٔ پایانی مزایده اعلام شد. این کنسرسیوم از دو شرکت تأمین تله‌کام و شرکت اماراتی اتصالات تشکیل شده بود. اما پس از چند ماه و در مه ۲۰۰۹، به دنبال بروز اختلاف‌هایی میان شرکت اماراتی و ایرانی، سازمان تنظیم مقررات و ارتباطات رادیویی شرکت اتصالات را به دلیل انجام ندادن پیمان‌ها، از مزایدهٔ اپراتور سوم تلفن همراه ایران کنار گذاشت. اتصالات نیز در بیانیه‌ای، عدم انجام پیمان‌ها را مشکل در تعامل با طرف ایرانی دانست.
با کنار رفتن کنسرسیوم تأمین-اتصالات از مزایده، کنسرسیومی با نام زین ایران متشکل از صندوق بازنشستگی صدا و سیما، صندوق ذخیرهٔ فرهنگیان و اپراتور زین کویت به عنوان کنسرسیوم برنده اعلام شد. اما این کنسرسیوم در مهلت تعیین شده پیشنهاد نهایی خود را ارائه نکرد و به این ترتیب کنسرسیوم زین ایران نیز از مزایده کنار گذاشته شد.
انصراف شرکت‌های خارجی در مزایدهٔ اپراتور سوم، تصمیم‌گیران حوزهٔ ارتباطات را به این نتیجه رساند که شرکتی ایرانی این پروژه را به سرانجام برساند. با این تفاسیر، اپراتور سوم به شرکت تأمین تله‌کام (تأمین ارتباطات شمس نوین) وابسته به سازمان تأمین اجتماعی واگذار شد.
در ماه می ۲۰۱۰، مدیرعامل شرکت تأمین تله‌کام از عرضهٔ سیم‌کارت‌های این اپراتور در روزهای پسین خبر داد. اما این چنین نگردید و حدود یک سال بعد و در روزهای پایانی سال ۲۰۱۱، پیش‌ثبت‌نام سیم‌کارت‌های اپراتور سوم در کرج آغاز شد.
در ۲۱ نوامبر ۲۰۱۱، در یک جشن ویژه از برند رایتل که به عنوان نخستین اپراتور ارائه‌دهندهٔ سرویس‌های نسل سوم در ایران شناخته می‌شد، رونمایی شد.

## نمودار سازمانی
- معاونت تجاری
- معاونت فنی مهندسی
- معاونت زنجیرهٔ تأمین
- معاونت مالی و امور مجامع
- معاونت برنامه ریزی و توسعه سازمانی
- مرکز توسعه کسب ‏و کار و فناوری های نوین

## برند، واژه‌شناسی و لوگو
رایتل از دو واژهٔ «رای» به معنای «خرد، هوش و اندیشه» و تل «کوتاه‌شدهٔ تلفن» برگرفته شده‌است.
لوگوی این برند توسط تورج صابری‌وند طراحی شده‌است. این لوگو از ترکیب سه دایره که دلالت بر نسل سوم تلفن‌های همراه دارد طراحی شده‌است، دایره هم فرم‌های انتزاعی منطقه‌های تحت پوشش آنتن‌های نسل سوم تلفن‌های همراه است که همدیگر را پوشش می‌دهند. رنگ این لوگو در ایران از رنگ‌های آوانگاردی است که در گرافیک ایران برای برندهای دولتی گزینش شده‌.

## سرویس‌ها و پیش‌شماره
این اپراتور نخستین ارائه‌دهندهٔ سیم‌کارت نسل سوم در ایران است که نخست قرار بود این سرویس‌ها تا پایان اردیبهشت ۱۳۹۲ در انحصار این شرکت باشد که این انحصار تا پایان شهریور ۱۳۹۳ تمدید گردید. پیش‌شماره سیم‌کارت‌های دائمی ۰۹۲۰ و سیم‌کارت‌های اعتباری ۰۹۲۱ و ۰۹۲۲ و ۰۹۲۳ می‌باشد. شمار مشترکان رایتل تا بهمن‌ماه ۱۳۹۸، ۱۰ میلیون تن بوده‌است.
- تماس صوتی
- تماس تصویری (اکنون، این سرویس به کاربران عادی ارائه نمی‌گردد)
- اینترنت تا سرعت ۱۷ مگابایت بر ثانیه (4G LTE)
- پیامک (SMS)
- آوا و نما (MMS)
- راینواز (RBT)
- فیبر نوری(FTTx)

## فیبر نوری رایتل
در اردیبهشت ۱۴۰۳، رایتل موفق به دریافت «پروانه یکپارچه شبکه و خدمات ارتباطی (UNSP)» شد که زمینه‌ی توسعه شبکه فیبر نوری منازل و کسب‌وکارها را فراهم آورد. طبق گزارش‌های رسمی، نخستین فعالیت این پروژه در استان آذربایجان‌شرقی، از جمله شهرهای میانه، مبارک‌شهر، مهربان، شربیان و ملکان آغاز شد. میزان سرمایه‌گذاری در این استان بالغ بر ۶۴ میلیارد تومان بوده است که بیش از ۳۵ هزار خانوار را تحت پوشش قرار می‌دهد. در ادامه نیز توسعه این شبکه در سایر شهرها مانند بومهن (استان تهران) با پوشش بیش از ۲۴ هزار خانوار با سرمایه‌گذاری ۵۵ میلیارد تومان و ملارد حدود ۸۷ هزار خانوار با ۱۱۵ میلیارد تومان سرمایه در دستور کار قرار گرفته است.

## پوشش شبکه رایتل
هم‌اکنون در بیش از ۱٬۲۰۰ شهر ایران و بیش از ۷۵۰ شهر نسل چهارم از طریق رومینگ با شبکهٔ همراه اول پوشش برقرار است و برای ۹٬۰۰۰ کیلومتر از جاده‌های کشور، آنتن‌های نسل سوم رایتل نصب شده‌است. همچنین با شبکهٔ ایرانسل درباره با پوشش‌دهی در حالت رومینگ نسل سوم و چهارم در بیشتر مناطق کشور همکاری کرده‌است.
مشاهدهٔ مناطق زیر پوشش.
همچنین شرکت رایتل در بیش از ۸۵ کشور خدمات رومینگ بین‌الملل خود را ارایه می‌نماید. در حال حاضر امکان استفاده از تمام سیم‌کارت‌های رایتل در کشورهای آذربایجان، ارمنستان، افغانستان، امارات، ایالات متحده آمریکا و ایتالیا، فرانسه وسوئد و ترکیه هند ولبنان و عراق و عربستان سعودی و غیره فراهم شده‌است.

## تعداد مشترکان فعال رایتل
اپراتور سوم تلفن همراه رایتل تا پایان سال ۱۴۰۳ بر اساس داده های سازمان تنظیم مقررات و ارتباطات رادیویی  ۵,۷۶۰,۸۳۹ مشترک فعال دارد.

## روش های خرید شارژ و بسته رایتل
مشترکین سیم کارت های رایتل می توانند از روش های زیر نسبت به خرید شارژ و بسته اقدام کنند:
از طریق کد دستوری #۲۰۰* از خط رایتل
خرید شارژ رایتل
خرید بسته‌های رایتل
اپلیکیشن رایتل من و سامانه رایتل من
کد دستوری #۷۲۴* ، کد دستوری #۷۳۳* ، کد دستوری #۷۸۰*  , کد دستوری #۵۰۰* ،اپلیکیشن آپ ،دیجی پی و دیگر اپلیکیشن های پرداخت 
همچنین خرید شارژ از طریق دستگاه های پوز و عابربانک های طرف قرارداد امکان پذیر هست.

## مخالفت‌ها با تماس تصویری رایتل
در زمستان ۱۳۹۱ رئیس کمیسیون فرهنگی مجلس شورای اسلامی از نگرانی اعضای این کمیسیون در مورد عدم رعایت شئونات اسلامی در مکالمات تصویری اپراتور جدید تلفن همراه (رایتل) خبر داد.
همچنین ناصر مکارم شیرازی از مراجع تقلید در ایران، مفاسد استفاده از رایتل را بیشتر از فواید آن دانست و عنوان کرد با توجه به اینکه ضرورتی برای اصل این کار نیست بنابراین شرکت‌های خصوصی و دولتی باید از آن خودداری کنند.

## پیام‌های بازرگانی و اسپانسری
- اسپانسر رسمی دو دوره جشنواره فیلم فجر (۱۳۹۳ و ۱۳۹۴)
- اسپانسر رسمی فدراسیون کاراته ایران (۱۳۹۵)
- اسپانسر رقابت‌های کشتی پهلوانی قهرمانی ایران (۱۳۹۵)
- اسپانسر فدراسیون ورزش کارگری (۱۳۹۶)
- در دیدار بین دو تیم بارسلونا و لوانته (سپتامبر ۲۰۱۴) تبلیغات شرکت رایتل هم جزو تبلیغات کنار زمین به صورت کامپیوتری بود.[یادداشت ۱][۳۶]
- در سال ۲۰۲۴، رایتل اسپانسر باشگاه فوتبال ذوب‌آهن و باشگاه فوتبال استقلال تهران شد.
- اسپانسر گردهمایی فعالان هوش مصنوعی ایران (۱۴۰۳)